# Фалішево
Фалішево (пол. Faliszewo) — село в Польщі, у гміні Битонь Радзейовського повіту Куявсько-Поморського воєводства.
У 1975-1998 роках село належало до Влоцлавського воєводства.